# China Zhongwang Holdings
China Zhongwang Holdings Limited («Чайна Чжунван Холдингс»), также известна как Zhongwang Group — китайская металлургическая компания, крупнейший в стране производитель алюминиевого профиля и других алюминиевых изделий. Входит в число крупнейших публичных компаний страны, штаб-квартира расположена в Ляояне (провинция Ляонин). 

## История
Бизнесмен Лю Чжунтянь основал компанию China Zhongwang Holdings в 1993 году в провинции Ляонин. В 1994 году компания начала производить алюминиевый профиль для строительного сектора. В 2001 году производственная мощность China Zhongwang достигла 300 тыс. тонн алюминиевой продукции и она вошла в число 500 крупнейших предприятий Китая.
В 2002 году China Zhongwang вышла на рынок промышленного алюминиевого профиля, в 2004 году начала производить профиль для транспортного сектора, в 2005 году — алюминиевые изделия для железнодорожного и судостроительного секторов. В 2008 году производственная мощность China Zhongwang достигла 535 тыс. тонн, заняв первое место в Азии и третье место в мире. В мае 2009 года China Zhongwang вышла на Гонконгскую фондовую биржу.
В 2010 году производственная мощность China Zhongwang достигла 640 тыс. тонн, в 2011 году — 800 тыс. тонн, а в 2013 году превысила 1 млн тонн. В феврале 2015 года совместно с Шэньянским аэрокосмическим университетом и компанией AVIC SAC Commercial Aircraft была создана Ляонинская лаборатория по исследованию и разработке алюминиевых сплавов для авиационной и аэрокосмической отрасли. В августе 2015 года началось производство на прокатном заводе в Тяньцзине. 
В марте 2016 года Лю Чжунтянь ушёл с поста президента компании, а в ноябре 2017 года — с поста председателя правления. В августе 2016 года дочерняя компания Zhongwang USA договорилась о поглощении алюминиевой компании Aleris (Огайо), однако осенью 2017 года соглашение на 2,3 млрд долларов было расторгнуто. Кроме того, в сентябре 2017 года China Zhongwang приобрела немецкого производителя алюминиевых профилей Aluminiumwerk Unna / Alunna (Унна), а в октябре 2017 года — австралийского производителя алюминиевых яхт Silver Yachts (Фримантл).
По состоянию на 2018 год состояние семьи Лю Чжунтяня составляло 3,3 млрд долларов. В 2019 году власти США предъявили обвинения шести компаниям Лю Чжунтяня, причастным к схеме уклонения от уплаты пошлин за импорт алюминия на сумму 1,8 млрд долларов. В январе 2020 года China Zhongwang стала поставщиком BMW. Летом 2021 года торговля акциями China Zhongwang была приостановлена. К осени 2022 года у компании накопились огромные долги и она объявила о банкротстве.

## Деятельность
Zhongwang Holdings занимается экструзией, прокатом и штамповкой алюминия; производит алюминиевые сплавы, слитки, листы, профили, балки, опалубку и фольгу, а также алюминиевые детали для легковых и грузовых автомобилей, автобусов, железнодорожных вагонов, трамваев, составов метро, морских судов, самолётов, вертолётов, энергетического оборудования, мебели, компьютерной техники и бытовой электротехники (в том числе рамы, каркасы кузова, трубы, краны, цилиндры, поршни, валы, амортизаторы, радиаторы, корпуса моторов и насосов). Заводы компании расположены в Ляояне, Инкоу, Паньцзине и Тяньцзине.
По итогам 2020 года основные продажи China Zhongwang Holdings пришлись на опалубку из алюминиевого сплава (44,2 %), плоский прокат (29,1 %), промышленные изделия (15,8 %), лизинг (4 %) и строительство (0,5 %). Крупнейшими рынками сбыта были Китай (93,4 %), Южная Корея (1,1 %), США (1 %) и Германия (1 %).